# Sofosbuvir
Il sofosbuvir è un farmaco usato per il trattamento dell'epatite C. Il suo principio attivo è un profarmaco, il cui principale metabolita, il 2'-deossi-2'-α-fluoro-β-C-metiluridine-5'-monofosfato, inibisce la RNA polimerasi che il virus dell'epatite C usa per replicare il suo RNA.

## Storia e sviluppo
Il sofosbuvir è stato scoperto da Pharmasset e poi acquisito per lo sviluppo da Gilead Sciences.
Il 6 dicembre 2013, la US Food and Drug Administration ha approvato definitivamente il farmaco per il trattamento dell'epatite cronica da HCV. In data 22 novembre 2013 l'European Medicines Agency (EMA) ha raccomandato l'approvazione del farmaco per l'Unione europea; dall'ottobre del 2013 il farmaco è approvato per uso compassionevole prima o dopo il trapianto epatico, infatti: È commercializzato in Italia come Sovaldi; dal marzo 2013 è prescrivibile da parte dei centri autorizzati dall'Agenzia Italiana del Farmaco, per pazienti affetti da epatite cronica C in fase avanzata di malattia o con cirrosi epatica.
«il CHMP ha espresso un parere sulle condizioni in base alle quali l'accesso precoce per il sofosbuvir, in combinazione con altri farmaci, potrebbe essere dato in programmi di uso compassionevole per i pazienti con infezione cronica da epatite C prima o dopo il trapianto di fegato.»
Secondo alcune associazioni di pazienti e altre organizzazioni come Medici Senza Frontiere e Médecins du Monde, il brevetto di questo farmaco impedisce a milioni di persone in Europa di ricevere il trattamento e nel 2017 hanno presentato un'istanza di opposizione all'Ufficio Brevetti Europeo che tuttavia è stato respinto l'anno successivo.

## Somministrazione
Sofosbuvir non viene mai utilizzato in monoterapia ma viene combinato con altri farmaci antivirali (Sofosbuvir/velpatasvir) in un'unica compressa, per migliorare l'aderenza terapeutica del paziente, o prescritto insieme ad altri farmaci antivirali quali peginterferone alfa o ribavirina.

## Farmacologia

### Meccanismo d'azione
Il sofosbuvir è un inibitore della RNA polimerasi RNA dipendente virale NS5B; è un profarmaco e necessita di essere metabolizzato per svolgere la sua azione farmacologica.
La peculiarità è quella di essere un farmaco "pangenotipico", in grado di agire su tutti i diversi genotipi di HCV (in particolare i genotipi 1-4).
Il principio attivo è un analogo nucleotidico (più precisamente è un analogo dell'uridintrifosfato) che viene utilizzato dalla RNA polimerasi del virus dell'epatite C per la sintesi dell'RNA; essendo però un substrato non biologicamente attivo, una volta incorporato agisce interrompendo la polimerizzazione, impedendo quindi la sintesi di una catena completa di RNA (chain terminator).

## Costi e ricavi
Sofosbuvir ha un costo di 84.000 dollari per 12 settimane di trattamento quando utilizzato per il genotipo 1 e 2, e di 168.000 dollari per le 24 settimane quando utilizzato per il genotipo 3.
Secondo analisti finanziari questo farmaco, insieme ad un altro di prossima approvazione, potrebbe generare già nel 2014 un fatturato di circa 2 miliardi di dollari.